# Steven Lustü
Steven Lustü (Vordingborg, 13 april 1971) is een Deens voormalig voetballer die speelde als verdediger.

## Carrière
Lustü maakte zijn debuut voor Næstved IF en speelde er tot in 1993 toen hij vertrok naar Herfølge BK. Waar hij bleef spelen tot in 2000 en dat seizoen ook landskampioen werd. Hij vertrok naar Akademisk BK waar hij twee seizoenen speelde, hij vertrok naar Noorwegen bij Lyn Oslo. Hij won met hen de beker in 2004 en vertrok in 2007 naar Silkeborg IF maar keerde terug naar Oslo in 2010 en stopte een jaar later met voetballen.
Hij speelde negen interlands voor Denemarken en nam deel aan het WK voetbal 2002.
Hij werd jeugdcoach bij Silkeborg IF en Viborg FF maar vertrok daar in 2018 om hoofdcoach te worden bij Kjellerup IF maar werd een paar maanden al ontslagen en ging weer aan de slag als jeugdcoach bij Viborg FF.

## Erelijst
- Herfølge BK
  - Landskampioen: 2000
- Lyn Oslo
  - Noorse voetbalbeker: 2004

1 Sørensen ·
2 Tøfting ·
3 Henriksen ·
4 Laursen ·
5 Heintze  ·
6 Helveg ·
7 Gravesen ·
8 Grønkjær ·
9 Tomasson ·
10 Jørgensen ·
11 Sand ·
12 N. Jensen ·
13 Lustü ·
14 C. Jensen ·
15 Michaelsen ·
16 Kjær ·
17 Poulsen ·
18 Løvenkrands ·
19 Rommedahl ·
20 Bøgelund ·
21 Madsen ·
22 Christiansen ·
23 Steen Nielsen ·
Coach: Olsen